# Номер 31328
Номер 31328 (греч. Το Νούμερο 31328) — автобиографический роман греческого писателя Илиаса Венезиса, опубликованный в 1924 году. В романе представлены переживания Венезиса, который в годы греко-турецкой войны попал в турецкий плен и пережил «марш смерти», совершённый вглубь Анатолии.

## Предыстория
Во время геноцида греков, который турки устроили во время Первой мировой войны семья Венезиса бежала из Айвалыка на остров Лесбос, чтобы спастись от преследований. В Малую Азию она вернулась после того, как в 1919 году греческие войска взяли Смирну. 29 августа 1922 года 18-летнего Венезиса турки взяли в плен после того, как Айвалык, Смирна и близлежащие территории были отбиты турецкими войсками. Он был отправлен в турецкий рабочий батальон вместе со многими представителями мужского населения, вглубь Анатолии. Многие из пленников погибли по пути: кто-то был убит турецкими конвоирами, кто-то не перенёс болезней и голода. Из 3 тысяч пленников выжило только 23 человека.
Спустя 14 месяцев Венезис был освобождён и вернулся на Лесбос, где встретился с издателем еженедельной газеты «Кампана» (с греч. — «Колокол») Стратисом Миривилисом. Тот убедил Венезиса написать в газете рассказ о том, что пережил писатель во время пребывания в турецком плену. В 1924 году текст романа был опубликован в газете, а в 1931 году вышел отдельной книгой в расширенном варианте. Никос Кундурос экранизировал роман в 1978 году, сняв фильм «1922» (также известный как «Смирна 1922»). Фильм был запрещён к показу в Греции до 1982 года из-за протестов Министерства иностранных дел Турции, которые считали, что фильм может навредить греко-турецким отношениям.

## Сюжет
Действие романа начинается в Айдини, в первые дни оккупации местечка турецкими войсками. В турецкие трудовые батальоны, называемые «амеле табуру», угоняют всё мужское население. Среди пленников есть и совсем бледные люди, и в буквальном смысле красные от крови и следов побоев, которые вынуждены идти под жарким палящим солнцем по песку. Рассказчик показывает жизнь участников марша смерти глазами одного из таких узников, который описывает и жуткие сцены расправы над пленниками: кого-то избивают до смерти, кого-то бросают умирать, а кого-то насилуют. В частности, в главе 18 романа Венезис описывает, как группу пленников заставили закопать останки десятков тысяч греческих христиан из Смирны (Измир) и Магнезии (Маниса), ставших жертвами геноцида со стороны турок.
Отблески надежды на человеческое отношение ценятся людьми, однако постепенно надежда испаряется, несмотря на отчаянные попытки узников помогать друг другу, которые в конце концов становятся практически безразличными к судьбам товарищей по несчастью. Название романа 31328 соответствует личному номеру пленного, который был присвоен Илиасу Венезису.

## Переиздания
Бельгийский академик Анри Либрехт в прологе французского издания книги писал описывал «палачей и жертв посредством их действий и мыслей, без гнева и предубеждения» и подтверждал, что Венезис писал книгу на основе реальных событий, пережитых им самим; более того, летом 1945 года книга была переиздана, поскольку ранее якобы была запрещена цензурой. Во втором издании Венезис утверждал, что переписывал роман три раза, что Димитрис Фотиадис, коллега Венезиса по журналу «Новогреческая литература», раскритиковал, посчитав, что Венезис необоснованно смягчил характер повествования и исказил подлинность событий по сравнению с первым изданием.